# Bosna (parroquia)
Bosna era el nombre de una parroquia medieval bosnia que abarcaba el área de Visoko.
Durante mucho tiempo, el nombre para la región de Visoko fue Bosna, mientras que el propio nombre Visoko se menciona por primera vez en 1365 en una carta del joven ban Tvrtko I de Bosnia, escrita desde la fortaleza de Visoki. Anđelić definió la parroquia de Bosna como un asentamiento de tipo municipio territorial,  ubicado en el campo de Visoko, desde donde los eslavos que llegaron en los siglos vii y viii expandieron territorialmente el nombre de Bosna.
Con el tiempo, el nombre más reciente Visoki, junto con Podvisoki, desplazó el antiguo nombre Bosna, que se convirtió en el centro de la antigua parroquia del mismo nombre.